# Ian Harkes
Ian Andrew Harkes (Derby, 30 marzo 1995) è un calciatore statunitense, centrocampista dei S.J. Earthquakes.

## Biografia
È il figlio dell'ex calciatore John Harkes.

## Carriera

### Club

#### D.C. United
Cresciuto nel settore giovanile del D.C. United, dopo aver militato per quattro anni nella squadra della Wake Forest University, il 23 gennaio 2017 viene firmato dalla squadra di Washington.

#### Dundee United
Nel 2019 con un triennale passa al Dundee Utd, che milita nella Scottish Premiership. Durante i primi 3 anni trascorsi in questa squadra totalizza più di 50 presenze.
Il 1º luglio 2022 rinnova il contratto fino al 31 maggio 2023.

### Nazionale
L'8 gennaio 2018 viene convocato dalla nazionale maggiore.

## Statistiche

### Presenze e reti nei club
Statistiche aggiornate al 1º gennaio 2018.
| Stagione        | Squadra         | Campionato      | Campionato | Campionato | Coppe nazionali | Coppe nazionali | Coppe nazionali | Coppe continentali | Coppe continentali | Coppe continentali | Altre coppe | Altre coppe | Altre coppe | Totale | Totale | Totale |
| Stagione        | Squadra         | Comp            | Pres       | Reti       | Comp            | Pres            | Reti            | Comp               | Pres               | Reti               | Comp        | Pres        | Reti        | Pres   | Reti   |        |
| --------------- | --------------- | --------------- | ---------- | ---------- | --------------- | --------------- | --------------- | ------------------ | ------------------ | ------------------ | ----------- | ----------- | ----------- | ------ | ------ | ------ |
| 2017            | D.C. United     | MLS             | 25         | 2          | USOC            | 2               | 1               | -                  | -                  | -                  | -           | -           | -           | 27     | 3      |        |
| Totale carriera | Totale carriera | Totale carriera | 25         | 1          |                 | 2               | 1               |                    | -                  | -                  |             | -           | -           | 27     | 2      |        |

## Palmarès

### Club

#### Competizioni nazionali
- Scottish Championship: 1

Dundee United: 2019-2020

### Individuale
- Hermann Trophy: 1

2016